# ماموت استپ
ماموت استپ (نام علمی: Mammuthus trogontherii) گونه‌ای منقرض‌شده از دودمان فیل و سرده ماموت است که بین حدود ۱٫۷ تا ۰٫۲ میلیون سال پیش در بیشتر مناطق اوراسیا می‌زیست. ماموت استپ در اوایل پلیستوسن احتمالاً در سیبری از ماموت جنوبی نشأت گرفت و به نوبه خود نیای دو گونه دیگر ماموت کلمبیایی و ماموت پشمالو محسوب می‌شود. ماموت استپ نخستین گونه ماموت بود که با زندگی در زیست‌بوم استپ و توندرا خو گرفت و بازماندگان آن احتمالاً تا حدود ۳۳٫۰۰۰ سال پیش همچنان توانستند در شمال چین و مغولستان به بقای خود ادامه دهند.

## طبقه‌بندی

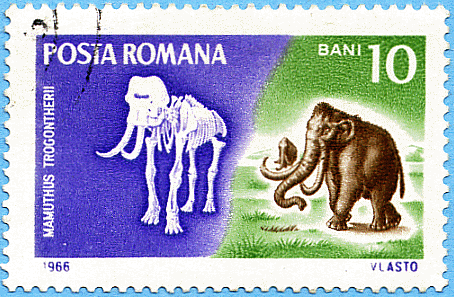
تمبر یادبود ماموت استپ در رومانی

دو نام Mammuthus armeniacus (هیو فلکونر، ۱۸۵۷) و Mammuthus trogontherii (هانس پوهلیگ، ۱۸۸۵) به عنوان نام‌های علمی ماموت استپ مطرح هستند و مشخص نیست کدام نام اشاره به این گونه دارد. فولکونر بر اساس بقایای آسیایی و پوهلیگ بر اساس بقایای اروپایی نام‌گذاری علمی را انجام دادند و هر دو نام نیز در منابع علمی منتشر شده که این موضوع بر ابهامات می‌افزاید. یکی از کسانی که سعی در حل این موضوع کرد ماگلیو بود که هر دو نام را مترادف می‌دانست و با توجه به قدیمی‌تر بودن نام فولکونر به آن اولویت داد. تاسی و شوشانی اما در سال ۱۹۹۶ توصیفات پوهلیگ را مناسب تشخیص دادند و Mammuthus trogontherii را نام علمی درست ماموت استپ دانستند. با وجود این همچنان مشخص نیست که این دو نام مترادف هم هستند یا به گونه‌های متفاوتی اشاره دارند و حتی برخی نویسندگان ترجیح می‌دهند برای بقایای آسیایی ماموت استپ از نام علمی فلکونر و برای بقایای اروپایی آن از نام علمی پوهلیگ استفاده کنند.

## تاریخ طبیعی

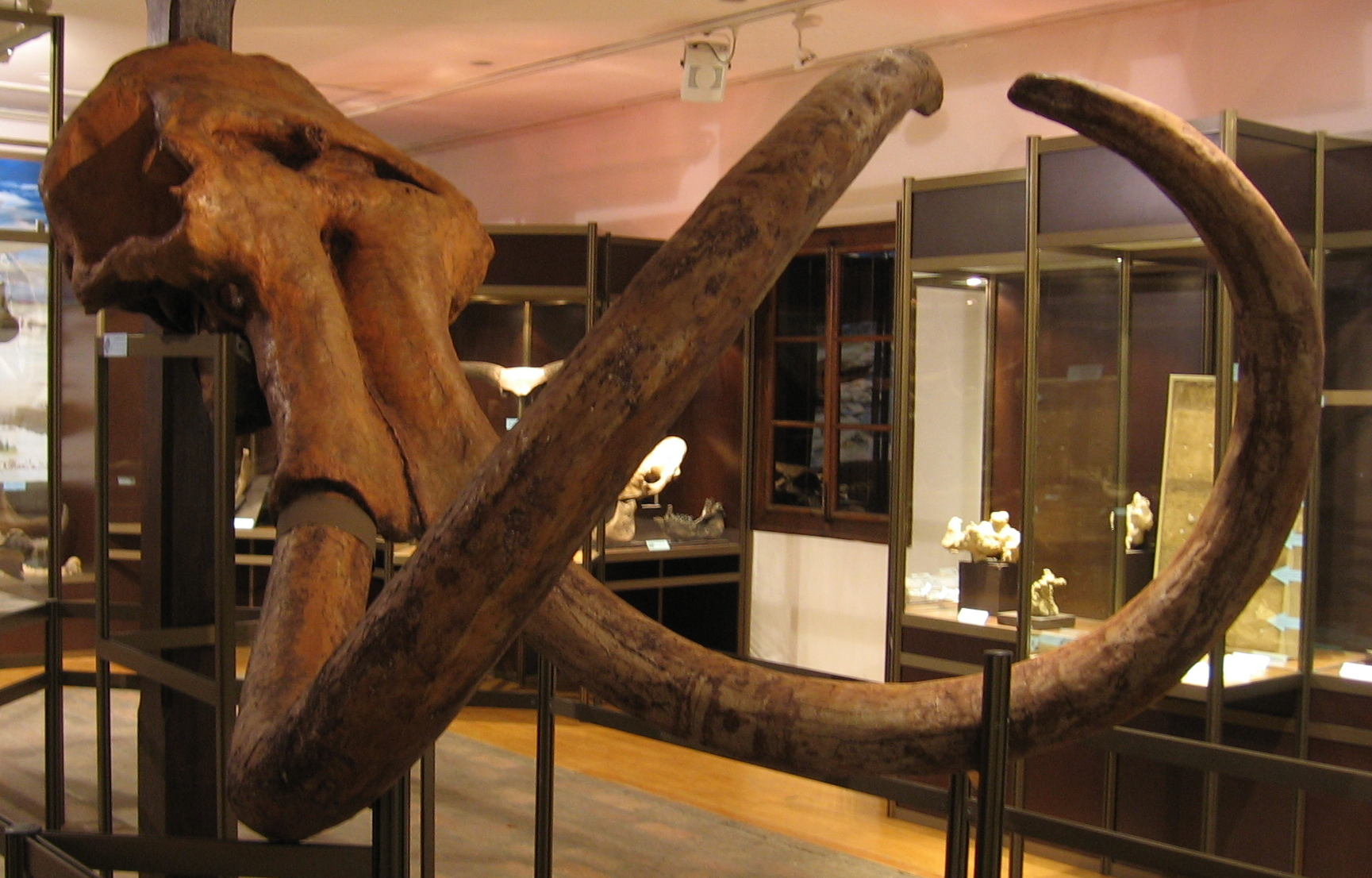
جمجمه ماموت استپ

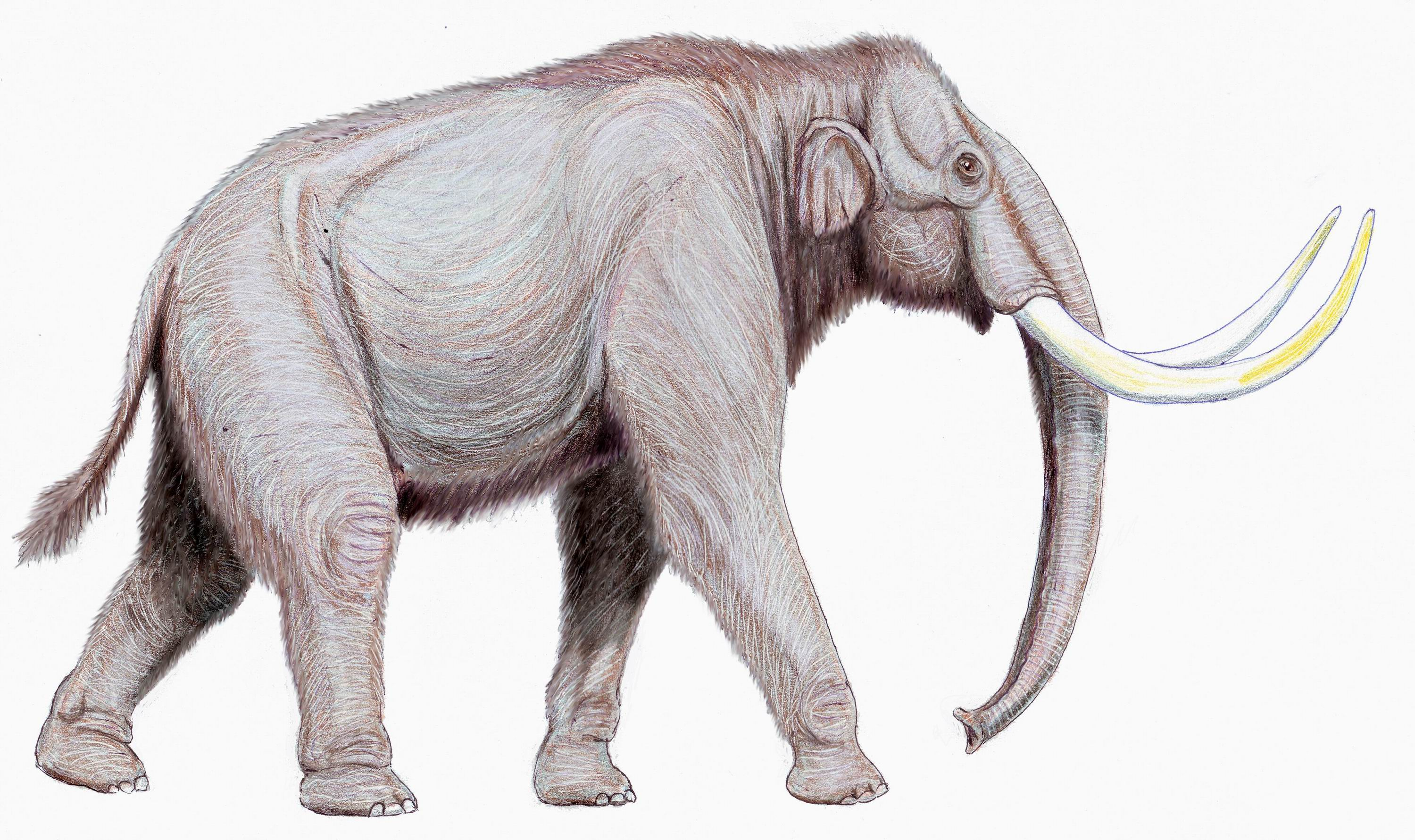
بازسازی هنری از پیکر ماموت استپ

ماموت استپ حدود ۲ تا ۱٫۷ میلیون سال پیش از ماموت جنوبی نشأت گرفت و به تدریج از حدود ۱٫۷ تا ۱ میلیون سال پیش جایگزین آن در اروپا شد. ماموت استپ حدود ۱٫۵ میلیون سال پیش توانست به آمریکای شمالی راه یاید و در آنجا منشأ فرگشت گونه ماموت کلمبیایی شد. در اواخر پلیستوسن میانه اندازه بدن ماموت‌های استپ در اروپا طی یک روند آرام به تدریج کوچک‌تر شد و از حدود ۸۰۰٫۰۰۰ سال پیش جمعیت این گونه در شرق آسیا به تدریج دارای ویژگی‌های متفاوت نسبت به جمعیت غربی این جانور شد که این دگرگونی‌ها سرانجام به پیدایش ماموت پشمالو در ۴۰۰٫۰۰۰ سال پیش انجامید. ماموت پشمالو حدود ۲۰۰٫۰۰۰ سال پیش توانست جایگزین ماموت استپ در اروپا شود. آخرین بازماندگان ماموت استپ احتمالاً در مغولستان تا حدود ۳۳٫۷۰۰ سال پیش منقرض شدند.

## ویژگی‌ها

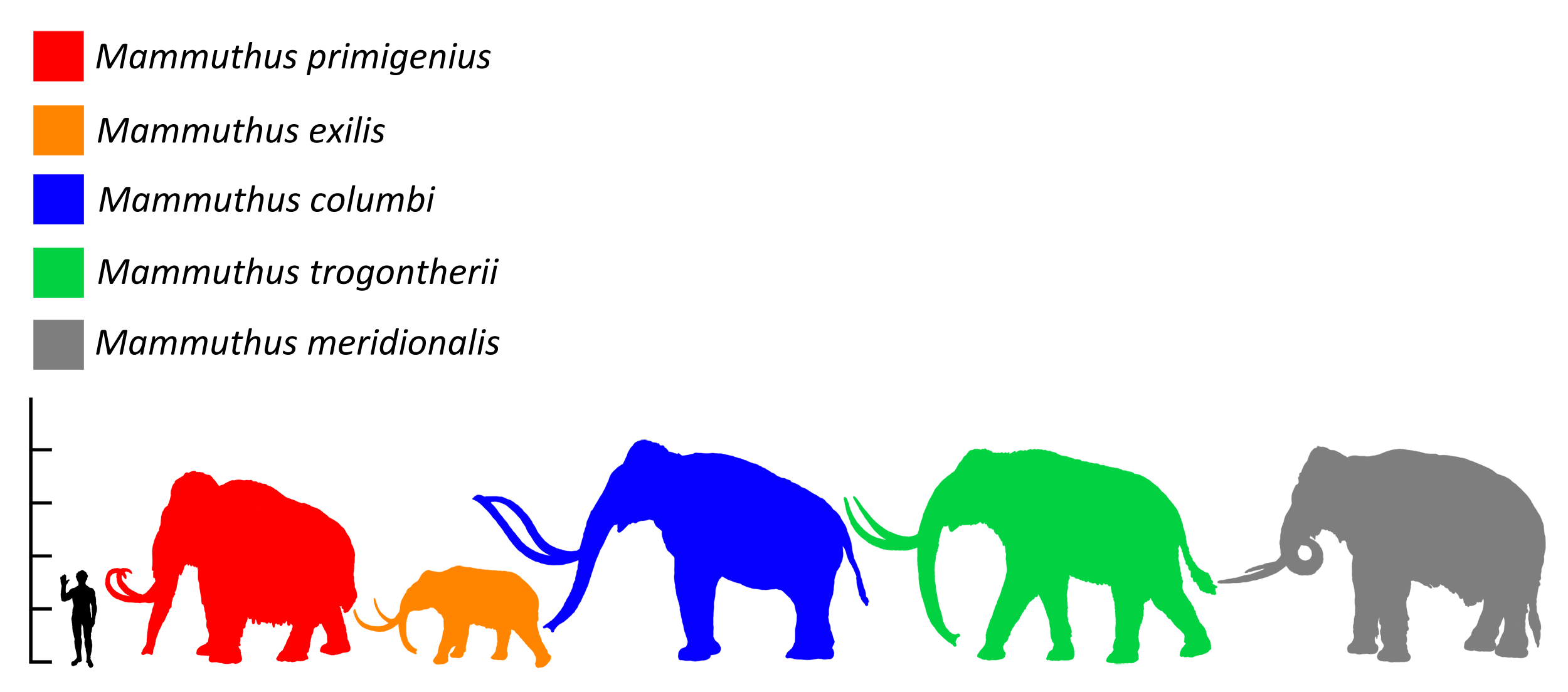
مقایسه اندازه ماموت استپ (سبز) با گونه‌های دیگر ماموت و انسان

ماموت استپ نسبت به ماموت جنوبی دارای جمجمه و فک کوچک‌تری بود. نرها در این گونه عاج‌هایی خمیده با نوکی کج داشتند که تا حدود ۴٫۹ متر رشد می‌کردند اما ماده‌ها دارای عاج‌های ظریف‌تر با خمیدگی کمتری بودند. با داشتن بیش از ۴ متر ارتفاع تا شانه ماموت استپ از بزرگ‌ترین فیل‌سانان تاریخ کوچک‌تر بود اما نسبت به دیگر گونه‌های ماموت بزرگ‌تر بود. اسکلت یک نمونه از ماموت استپ که در موزه آزوف نگهداری می‌شود دارای اندازه تخمینی حدود ۴٫۵ متر ارتفاع تا شانه است که ممکن است بزرگ‌تر از اندازه واقعی باشد. نمونه دیگری که در موسباخ آلمان یافت شده استخوان بازویی به طول ۱٫۶ داشته و تخمین زده می‌شود که صاحب آن ارتفاعی در حدود ۴٫۵ و وزنی بین ۹٫۹ تا ۱۱ تن داشته است. این نمونه احتمالاً بزرگ‌ترین نمونه کشف شده ماموت است. تخمین‌های دیگر از اندازه ۳٫۸۹ تا ۴٫۵ متر ارتفاع تا شانه و وزن حدود ۱۱٫۵ تا ۱۵٫۸ تن برای این نمونه خبر می‌دهند.